# Jondalstunnel
Der Jondaltunnel ist ein Verkehrstunnel in Norwegen. Der einröhrige Straßentunnel liegt zwischen Torsnes in der Kommune Ullensvang und Nordepollen / Mauranger in der Kommune Kvinnherad im norwegischen Fylke Vestland.
Der Tunnel im Verlauf des Fv 117 ist 10.050 Meter lang und verkürzt mit dem Folgefonntunnel die wintersicheren Wege auf der Folgefonn-Halbinsel um rund 40 Kilometer. Es wird geplant die Strecke mit einem neuen Tunnel zu verkürzen, und vor allem sicherer zu machen. Oftmals musste die Strecke zwischen dem Folgefonn,- und Jondalstunnel wegen herabfallenden Steinen gesperrt werden.